# 楊信 (楊家將)
杨信（?—951年或952年），麟州新秦（今陕西省榆林市神木市）人，后周麟州刺史，北宋抗辽名将杨业之父。

## 生平
杨信是五代时麟州新秦的地方豪强，以武力称雄于一方。后晋天福七年（942年），河东步军都指挥使刘崇为麟州刺史时，杨信命长子杨业（时名杨重贵）追随左右。后周广顺元年（951年），周太祖郭威即位。杨信自称麟州刺史，得到郭威的承认。不久，杨信病死，次子杨重勋（时名杨重训）继任麟州刺史，依附北汉。